# محله هوایی دیکیتر کانتی اینداستریال
محله هوایی دیکیتر کانتی اینداستریال (به انگلیسی: Decatur County Industrial Air Park) (به زبان بومی: Bainbridge AAF) یک فرودگاه همگانی بهره‌برداری هوایی با کد یاتا BGE است که یک باند فرود آسفالت دارد و طول باند آن ۱۶۷۷ متر است. این فرودگاه در کشور ایالات متحده آمریکا قرار دارد و در ارتفاع ۴۳ متری از سطح دریا واقع شده‌است.